# Belgische Badmintonmeisterschaft 2009
Die Belgische Badmintonmeisterschaft 2009 fand vom 31. Januar bis zum 1. Februar 2009 statt.

## Medaillengewinner
| Disziplin    | Gold                            | Silber                             | Bronze                           |
| ------------ | ------------------------------- | ---------------------------------- | -------------------------------- |
| Herreneinzel | Yuhan Tan                       | David Jaco                         | Lionel Warnotte                  |
| Herreneinzel | Yuhan Tan                       | David Jaco                         | Loïc De Vrye                     |
| Dameneinzel  | Nathalie Descamps               | Lianne Tan                         | Stefanie Bertels                 |
| Dameneinzel  | Nathalie Descamps               | Lianne Tan                         | Debbie Janssens                  |
| Herrendoppel | Wouter Claes Frédéric Mawet     | Daan De Smet Roel van Heuckelom    | Raphaël Van Wel Koen Verleyen    |
| Herrendoppel | Wouter Claes Frédéric Mawet     | Daan De Smet Roel van Heuckelom    | Frédéric Gaspard Lionel Warnotte |
| Damendoppel  | Steffi Annys Séverine Corvilain | Manon Albinus Debbie Janssens      | Janne Elst Jelske Snoeck         |
| Damendoppel  | Steffi Annys Séverine Corvilain | Manon Albinus Debbie Janssens      | Steffi Daemen Sabine Devooght    |
| Mixed        | Wouter Claes Nathalie Descamps  | Jonathan Gillis Séverine Corvilain | Janne Elst Elie Balligand        |
| Mixed        | Wouter Claes Nathalie Descamps  | Jonathan Gillis Séverine Corvilain | Daan De Smet Debbie Janssens     |